# 原見朋花
原見 朋花（はらみ ともか、2004年（平成16年）8月25日 - ）は、日本の女優である。テアトルアカデミー大阪校所属していた。
現在は、テアトルアカデミーを円満に退所し、学業に専念しながら、女優としての復帰を目指している。

## 人物・略歴
2004年（平成16年）和歌山県生まれ。2011年（平成23年）、小学1年生の時に現事務所に入り芸能活動を始める。芸能界に入ったきっかけは、小さい頃からテレビを見て「自分も出たい」と何度も言っていたところ母にテアトルアカデミーを紹介されて、事務所オーディションを受けてみたこと。本人は、東京校を受けたかったが、家から遠い為大阪校のオーディションを受けた。
2014年（平成26年）、ドラマ『ごちそうさん』にてヒロインの娘・西門ふ久役として抜擢され出演し、注目される。出演が決まったことに対して、「決まるとは思わなかったけど、決まるといいなと思っていたので、とても嬉しかったです」とコメント。また、「台詞が大阪弁で大変だったのと、皆が笑っているのに笑えないところ、泣く演技、着物や下駄で走ったりすることが難しかった」と苦労話も暴露した。
将来の夢は、可愛い女優さんになること。憧れの女優は石原さとみ。

## 出演

### テレビドラマ
- ごちそうさん（2014年1月6日 - 25日、NHK） - 西門ふ久（幼少期）役